# Robert Carter

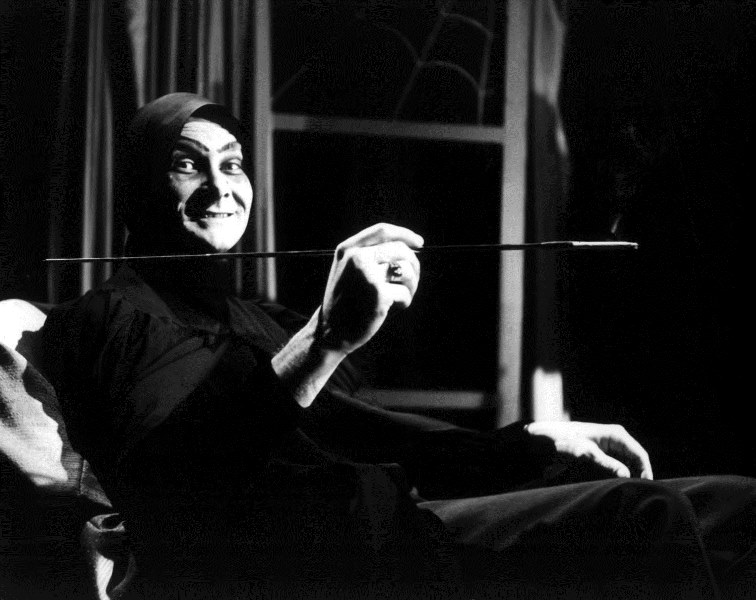

Robert "Bob" Carter (1929-2013) fue un actor estadounidense de televisión que trabajó sobre todo para WTTV en Indianápolis, Indiana, regularmente durante las décadas de 1960 y 1970, y esporádicamente después. Carter fue conocido por su interpretación del anfitrión de horror Sammy Terry, que es un juego de palabras que quiere decir "cementerio" en inglés. El formato de Nightmare Theater de Carter implicó generalmente la proyección de dos películas. Durante los cortes comerciales, Carter, como "Sammy Terry", llevaba a cabo bromas con el público y su araña de goma flotante, "George". Esta broma a menudo incluyó comentarios sobre las películas que se mostraban, que incluían películas clásicas, así como muchas producciones menos-que-estelares comunes a la era del cine de terror de la década de 1930 hasta principios de 1960. Carter murió el 30 de junio de 2013.